# 绥远县 (绥远特别区)
绥远县，中华民国初期短暂设置的县。
1912年置。治所在绥远城（今内蒙古自治区呼和浩特市城区东北部）。因两县同城而治，1913年并入归化县。